# Mouhafaza

Représentation cartographique de Mouhafaza

Dans le monde arabe, une mouhafaza ou mohafaza (en arabe : محافظة / muḥāfaẓa, au pluriel محافظات / muḥāfaẓāt) est une subdivision territoriale qui, selon les États, peut correspondre à un district, un département, une province, une préfecture ou encore à un gouvernorat. Son administrateur est appelé « mouhafiz » (en arabe : محافظ / muḥāfiẓ).
- Mouhafazas de Bahreïn
- Mouhafazas d'Égypte
- Mouhafazas d'Irak
- Mouhafazas de Jordanie
- Mouhafazas du Koweït
- Mouhafazas de Libye
- Mouhafazas du Liban
- Mouhafazas d'Oman
- Mouhafazas de Syrie
- Mouhafazas du Yémen

En Algérie et au Maroc, une mouhafaza désigne une subdivision géographique d'un établissement administratif ou d'un parti politique.